# Navelbreuk

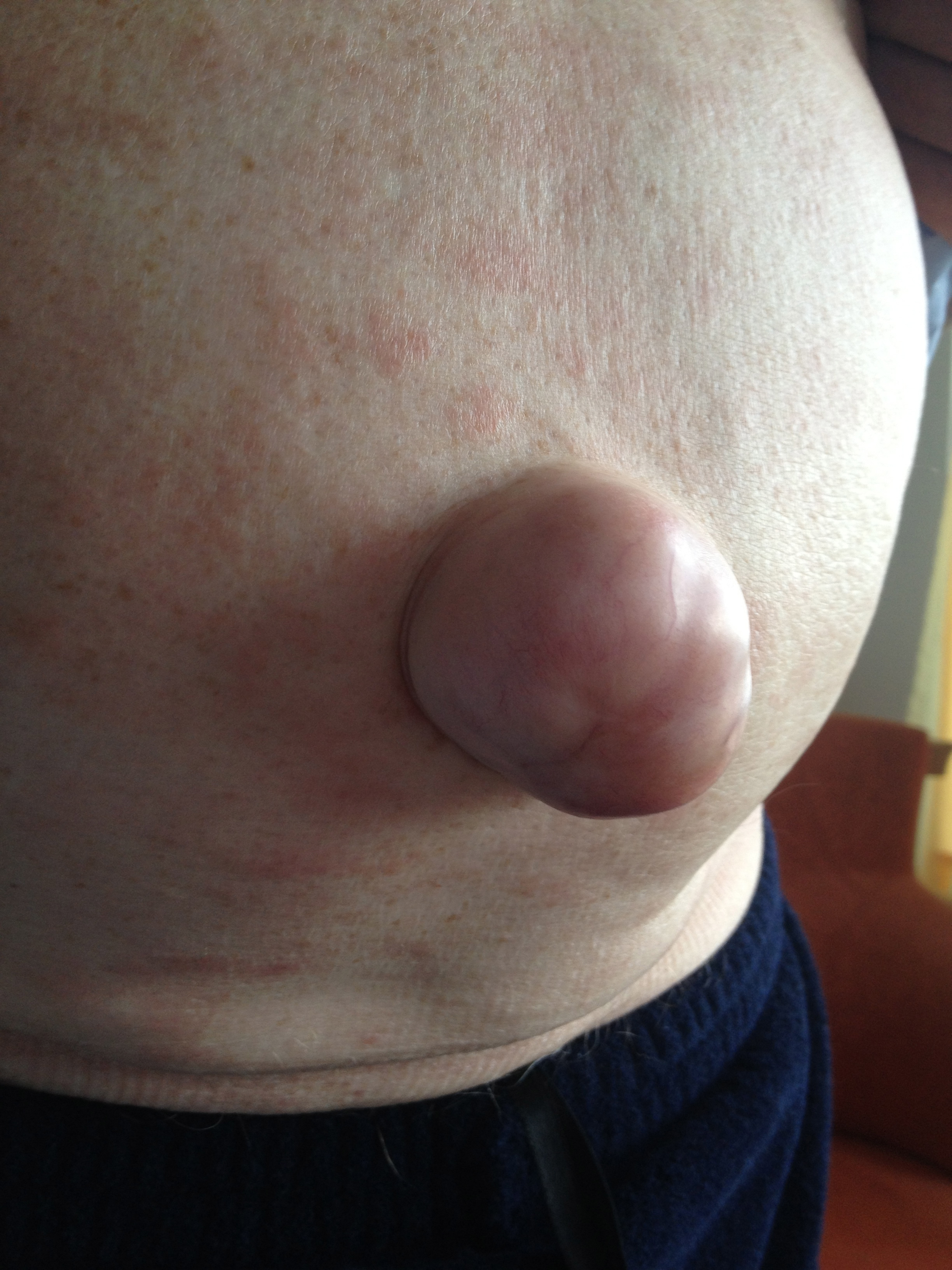
Navelbreuk

Een navelbreuk of hernia umbilicalis is een uitstulping van het buikvlies door een zwakke plek of opening in de buikwand. Deze uitstulping bevindt zich in de navel. Klachten van een navelbreuk worden veelal aangegeven als enig ongemak, een zeurend of branderig gevoel en/of pijn in dat gebied.
Een breuk verdwijnt nooit vanzelf en kan de neiging hebben groter te worden. Dat kan dan meer klachten gaan geven. Een enkele keer kan het voorkomen dat een breuk bekneld raakt. Dat gaat gepaard met veel pijn. Een spoedoperatie is dan nodig.
Een breuk van de buikwand bestaat altijd uit drie elementen, namelijk de breukpoort, de breukzak en de breukinhoud. De breukpoort is het defect in de buikwand. De breukzak is de uitstulping die door de poort naar buiten komt. De breukinhoud is hetgeen wat zich in de breukzak bevindt. Dit is bij de navelbreuk meestal vet, maar kan ook de darm zijn. Het gevaar van een breuk in de buikwand is dat de darmen in de breukpoort bekneld kunnen raken en hierdoor kunnen afsterven (necrotiseren). Bij kleinere breukpoorten is hier een grotere kans op.
Een navelbreuk ontstaat doordat er een defect is van de buikwand ter plaatse van de navel. Dit defect kan aangeboren zijn of verworven.

## Aangeboren
Ter plaatse van de navelstreng is een klein defect van de buikwand dat niet bedekt is met huid. Dit is meestal niet ernstig. De breukpoort sluit zich meestal in de eerste drie levensjaren vanzelf. Ook is de kans op inklemming erg klein. Indien de breuk niet gesloten is na drie jaar kan er soms toch nog een operatie nodig zijn. Met name bij meisjes is dit van belang. Als de navelbreuk niet gecorrigeerd wordt bestaat de kans dat de breuk groter wordt bij zwangerschap.

## Verworven
Verworven navelbreuken komen op latere leeftijd voor door verhoging van de druk in de buikholte of door verzakking van de buikwand. Oorzaken van verhoogde druk in de buikholte zijn o.a. zwangerschap, vetzucht, veel hoesten door COPD of veel zwaar tillen. De breukzak bestaat uit het buikvlies en de breukpoort bestaat vaak uit vet, maar kan ook uit darm bestaan.
Bij bepaalde ziekten kan de druk ook verhogen in de buikwand, bijvoorbeeld bij cirrose. Hierbij ontstaat vaak vocht in de buikholte (ascites) waardoor de druk in de buik ook toeneemt. De breukzak bestaat dan uit buikvlies en de inhoud uit ascites.
Bij lichamelijk onderzoek moet er op gelet worden hoe groot de breukpoort is, hoe groot de breukzak is en wat de breukinhoud is. Verder zal onderzocht worden of de breuk reponibel is. Er wordt geprobeerd breukinhoud terug te stoppen in de buikholte. Als dit lukt is de breuk reponibel. Als de patiënt hoest of perst zal de breukzak met breukinhoud weer naar buiten komen. Als de breukinhoud niet reponibel is, kan de darm bekneld zitten en is een acute operatie nodig om te voorkomen dat de darm afsterft.
Indicaties voor een operatie:
- beknelde breuk: direct opereren
- pijnklachten
- cosmetisch

## Operaties
1. Primair sluiten. Dat betekent de breukpoort opzoeken, de breukzak met de breukinhoud terugstoppen in de buikholte (tenzij het vet is, dit wordt verwijderd) en de breukpoort dichthechten. Dit kan alleen bij breuken kleiner dan 1 cm.
2. Mesh. Dit is een kunststof mat die ingehecht wordt op de plaats van de breuk. Ook kan deze erin gelijmd worden met speciale weefsellijm. Deze operaties vinden vaak plaats op de dagbehandeling, tenzij dit niet kan door onderliggende ziekte.

Complicaties van de operatie:
- er bestaat altijd een kans dat de breuk terugkomt (10%)
- wondinfectie
- nabloeding

Navelbreukband als (tijdelijke) behandeling
Naast een operatie kan een navelbreukband een (tijdelijke) oplossing zijn. Navelbreukbanden zijn niet zozeer ontwikkeld voor een gehele behandeling maar meer om de klachten te verminderen. Ook wordt een eventuele uitstulping weer naar binnen gedrukt dankzij een drukkussentje op de band. Navelbreukbanden worden steeds meer gebruikt. Bijvoorbeeld tijdens de periode tot de operatie of door ouderen die geen operatie meer willen.